# Bologna trolibuszvonal-hálózata
Bologna trolibuszvonal-hálózata (olasz nyelven: Rete filoviaria di Bologna) Olaszország Bologna városában található. Összesen 5 vonalból áll, a hálózat hossza 66 km. Jelenlegi üzemeltetője a TPER (2012-től).
Az áramellátás felsővezetékről történik, a feszültség 750  V egyenáram. 
A város történetében összesen már háromszor volt trolibuszüzem, először 1940 és 1945 között, majd 1955 és 1982 között, végül 1991-től napjainkig.

## Útvonalak
| Járat | Útvonal                                                                       | Megállók | Minimum követés | Járműtípus                       |
| ----- | ----------------------------------------------------------------------------- | -------- | --------------- | -------------------------------- |
| 13    | Borgo Panigale – Centro – San Ruffillo – Rastignano di Pianoro                | 41 / 44  | 5,5 perc        | Csuklós kocsi                    |
| 14    | Barca – Centro – Due Madonne / Rotonda Negroni / Pilastro                     | 45 / 44  | 05 perc         | Solaris trollino / iveco Crealis |
| 15    | Piazza XX Settembre - Via Rizzoli - Via Mazzini - San Lazzaro di Savena       |          | 05 perc         | Iveco crealis                    |
| 32    | Circolare esterna destra (körjárat, óramutató járásával megegyező irányba)    | 22       | 012 perc        | Csuklós kocsi                    |
| 33    | Circolare esterna sinistra (körjárat, óramutató járásával ellentétes irányba) | 26       | 012 perc        | Csuklós kocsi                    |